# Torpedo nobiliana
La torpedine nera (Torpedo nobiliana) è il gigante del gruppo delle torpedini.

## Descrizione
La torpedine nera è lunga fino a un metro e mezzo e con un peso che può arrivare al quintale. Ha un corpo parzialmente appiattito provvisto di coda, con una colorazione bruno-violacea sul dorso e biancastra sul ventre. Le pinne pettorali sono fuse con l'ampia testa, gli occhi sono piccoli mentre la bocca ventrale è provvista di denti appuntiti. Il resto del corpo, con due pinne dorsali di dimensioni differenti, si snellisce arrivando alla coda, che termina con una pinna triangolare.

## Habitat
Vive nelle acque temperate e tropicali dell'Oceano Atlantico e nel Mar Mediterraneo, fino a 450 metri di profondità. 
Specie simili ma di dimensione minore sono la torpedine ocellata (Torpedo torpedo) e la torpedine marezzata (Torpedo marmorata).